# Bief de Rollin
Der Bief de Rollin ist ein kleiner Fluss in Frankreich, der im Département Ain in der Region Auvergne-Rhône-Alpes verläuft. Er entspringt im südwestlichen Gemeindegebiet von Marsonnas, entwässert generell Richtung Nordnordwest und mündet nach rund 18 Kilometern im Gemeindegebiet von Gorrevod als linker Nebenfluss in die Reyssouze. Auf seinem Weg ändert der Bief de Rollin mehrfach seinen Namen: Bief de Neuville-Orsin, Bief de la Pérouse und nimmt erst im Unterlauf seinen endgültigen Namen an.

## Orte am Fluss
(Reihenfolge in Fließrichtung)
- La Collonge, Gemeinde Marsonnas
- L’Étang Bévy, Gemeinde Marsonnas
- Laissard, Gemeinde Bâgé-Dommartin
- La Péruse, Gemeinde Boissey
- Rollin, Gemeinde Chevroux
- Fromental, Gemeinde Chevroux
- Corcelles, Gemeinde Gorrevod